# SmartOS
SmartOS ist ein quelloffenes Betriebssystem auf Basis von illumos, das auf den Betrieb im Rechenzentrum ausgelegt ist. Wesentliche Aufgabe ist die Ausführung von virtuellen Maschinen, nicht die eigenständige Ausführung von Anwendungen. Es verknüpft das Dateisystem ZFS, das Systemwerkzeug DTrace, das Konzept der „Zonen“ und eine auf Linux basierende Kernel-based Virtual Machine, kurz KVM. SmartOS wird von Joyent entwickelt.

## Technologie

### ZFS
Mit ZFS lassen sich schnell Systemdateien bzw. Zonen erstellen, und es wird Datenintegrität garantiert. ZFS basiert auf Allocate On Write, wodurch zu jeder Zeit Snapshots des Systems gemacht und diese auch geklont werden können. Das bei ZFS meist oft und fälschlicherweise verwendete Copy On Write wird von Microsoft NTFS und dessen Schattenkopien (Volume Shadow Copy) verwendet.

### DTrace
DTrace, ein von Sun Microsystems entwickeltes Systemwerkzeug, bietet die Möglichkeit, Informationen über das Dateisystem, den Arbeitsspeicher, aktive Prozesse und andere Ressourcen des Systems abzurufen.

### Zonen
Eine der Grundkonzepte von SmartOS sind „Zonen“. Eine Zone ist eine virtuelle Instanz des Betriebssystems, die sich wie ein eigenes System verhält, auch wenn sie neben anderen Zonen auf demselben Computer läuft. Alle Zonen des Systems teilen sich die Ressourcen so wie den einzigen Kernel. Eine Zone ähnelt einer virtuellen Maschine, aber der Hauptunterschied ist, dass sich die Zonen einen Kernel teilen, während jede virtuelle Maschine auf einem eigenen Kernel läuft. Jeder Prozess hat einen eigenen Zonen-Identifikator.

### KVM
Eine Kernel Based Virtual Machine ist eine auf dem Linux-Kernel basierende Hardware Virtualisierung.